# 科学引文索引
科学引文索引是由美国科学資訊研究所（Institute for Scientific Information，简称ISI）于1957年上线投入使用的一部期刊文献检索工具，其出版形式包括印刷版期刊和光盘版及联机数据库。科学引文索引由科睿唯安公司（Clarivate Analytics）运营，可以透過Web of Science數據庫（Web of Knowledge數據庫之一）提供線上閱讀和下載服務，讓研究者能夠清楚知道哪些新進文章曾引用某篇文獻、或曾引用某位作者的文章以及哪些文章最常被引用。
較大的版本（Science Citation Index Expanded）囊括了從1900年至今的9,200多種著名和重要期刊，共橫跨178個科學領域。由於這些期刊採用嚴格的篩選過程，因此被公認譽為世界最權威的頂尖科學技術類期刊，能夠提供科學領域當中最重要的研究成果，在人類文明發展進程中有著相當大的貢獻和影響力。
世界各國上，SCI期刊除了評比一所大學或學術機構的研究能力，也被列為研究人員是否能夠獲得升遷以及錄取的一項重要評分項目。

## 影响
科学引文索引以布拉德福（S. C. Bradford）的文献离散律理论與Eugene Garfield的引文分析理论为主要基础，通过论文的被引用频次等的统计，对学术期刊和科研成果进行多方位的评价研究，从而评判出一个国家或地区、科研单位、个人的科研产出绩效，来反映其在国际上的学术水平。
科学引文索引以其独特的引证途径和综合全面的科学数据，通过大量的引文进行统计，然后得出某期刊某论文在某学科内的影响因子、被引频次、即时指数等量化指标来对期刊、论文等进行排行，被引频次高,说明该论文在它所研究的领域里产生了巨大的影响、被国际同行重视、学术水準高。由于SCI收录的论文主要是自然科学的基础研究领域，所以SCI指标主要适用于评价基础研究的成果。而基础研究的主要成果的表现形式是学术论文，所以，如何评价基础研究成果也就常常简化为如何评价论文所承载的内容对科学知识进展的影响。
科学引文索引是当今世界上最著名的检索性刊物之一，也是文献计量学和科学计量学的重要工具。通过引文检索功能可查找相关研究课题早期、当时和最近的学术文献，同时获取论文摘要；可以看到所引用参考文献的记录、被引用情况及相关文献的记录。

## SCI报道内容
- 农业
- 生物学
- 环境科学
- 工程技术
- 应用科学
- 医学与生命科学
- 物理学
- 化学
- 经济学

## 延伸閱讀
- Borgman, Christine L.; Furner, Jonathan. . Annual Review of Information Science and Technology. 2005-02-01, 36 (1): 2–72. doi:10.1002/aris.1440360102 （英语）.
- Meho, Lokman I.; Yang, Kiduk. . Journal of the American Society for Information Science and Technology. 2007-11, 58 (13): 2105–2125. doi:10.1002/asi.20677 （英语）.
- Garfield, E.; Sher, I. H. . American Documentation. 1963-07, 14 (3): 195–201. doi:10.1002/asi.5090140304 （英语）.
- Garfield, E. . Nature. 1970-08-15, 227 (5259): 669–671  [2020-09-30]. ISSN 0028-0836. PMID 4914589. doi:10.1038/227669a0. （原始内容存档于2017-01-10）.
- Garfield, Eugene. . Philadelphia: ISI Press. 1983, ©1979. ISBN 0-89495-024-X. OCLC 9489082.